# Nichiteni
Nichiteni – wieś w Rumunii, w okręgu Botoszany, w gminie Coțușca. W 2011 roku liczyła 596 mieszkańców.